# Maurycy Mann (1880–1932)

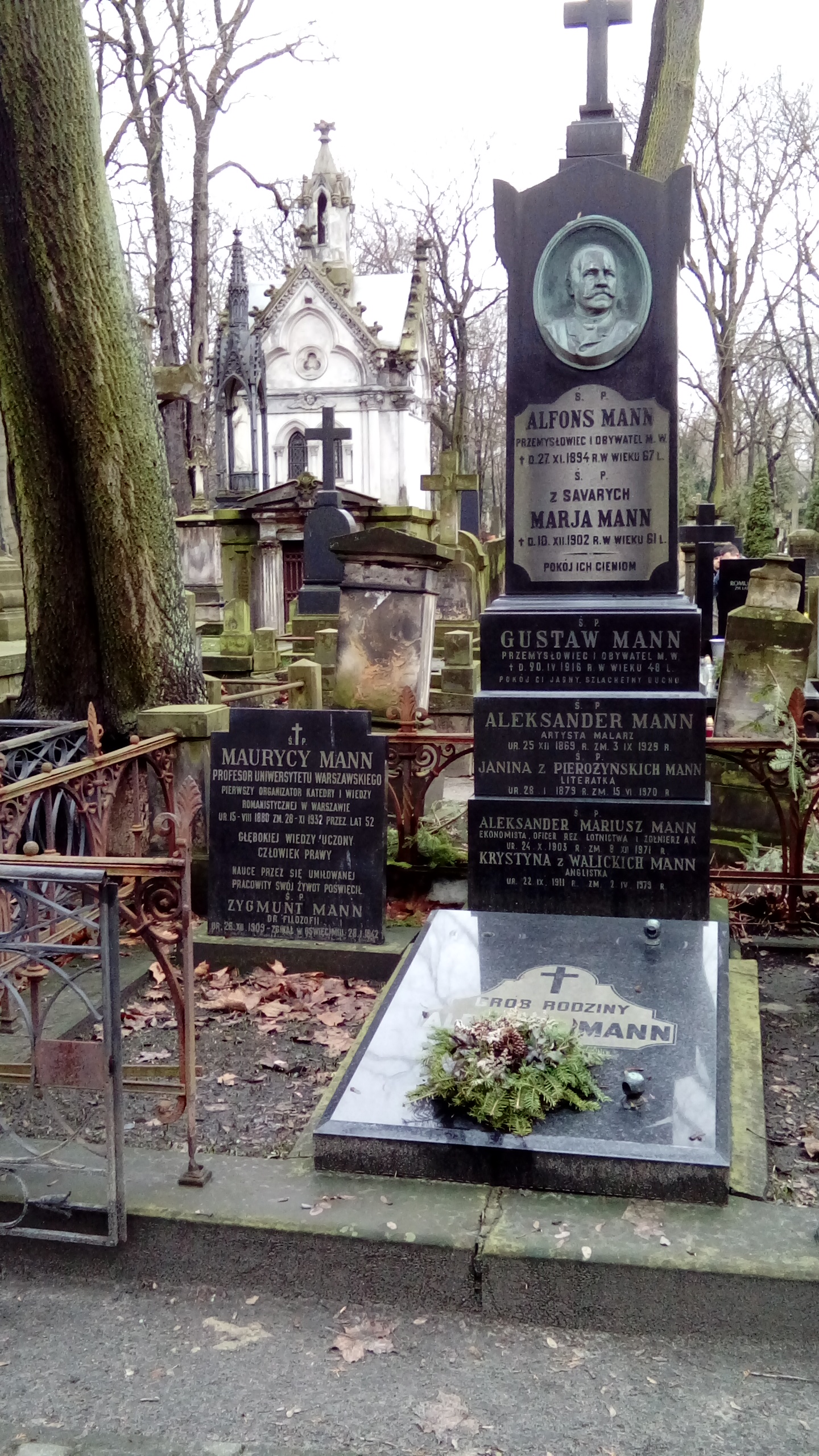
Grób Maurycego Manna na Cmentarzu Powązkowskim

Maurycy Mann (ur. 14 sierpnia 1880 w Warszawie, zm. 28 listopada 1932 w Warszawie) – polski romanista, historyk literatury powszechnej, tłumacz.

## Życiorys
Był synem Alfonsa Manna i Marii Savary. Jego matka była Francuzką, ojciec, mający korzenie niemieckie, był przedsiębiorcą. 
W 1905 ukończył studia na Uniwersytecie Jagiellońskim, tam w 1907 uzyskał na podstawie drugiego tomu pracy Wincenty Pol stopień doktora, w 1911 otrzymał stopień doktora habilitowanego na podstawie pracy Rozwój syntezy literackiej od jej początków do Gervinusa. W 1916 opublikował pracę „Poganka” Narcyzy Żmichowskiej. Geneza, źródła, artyzm i idea utworu, w 1917 „Nowa Heloiza” Jana Jakóba Rousseau. W 1919 został mianowany profesorem nadzwyczajnym na Uniwersytecie Warszawskim. Na UW stworzył Seminarium Filologii Romańskiej, pierwszy naukowy ośrodek romanistyczny w Warszawie. W 1923 opublikował tłumaczenie Żywotu Łazika z Tormesu, w 1926 pracę Echa włoskie w poezji Asnyka, w 1930 pracę Benedetto Croce, jego estetyka i krytyka literacka. Wykładał gramatykę historyczną, literaturę francuską i włoską od średniowiecza do końca XIX wieku. Jego ostatnią pracą był zarys historii literatury włoskiej przygotowany dla Wielkiej Literatury Powszechnej (wyd. 1933).
W 1907 został członkiem Komisji Literackiej przy Wydziale Filologicznym Akademii Umiejętności, od 1916 był członkiem korespondentem, od 1919 członkiem rzeczywistym Towarzystwa Naukowego Warszawskiego.
Jego synem był Zygmunt Mann (1908–1942), historyk.
Pochowany na Cmentarzu Powązkowskim w Warszawie (kwatera 25-1-21,22,23).